# بلاسيو دي ديبورتس دي لا كوميونداد
بلاسيو دي ديبورتس دي لا كوميونداد (بالإسبانية: Palacio de Deportes de la Comunidad de Madrid)‏ صالة رياضية مغلقة في مدينة مدريد في إسبانيا، تستخدم لرياضتيّ كرة السلة وكرة اليد وهي معقل ناديّ سي بي إستوديانتس وريال مدريد لكرة السلة المشاركان في بطولة الدوري الإسباني لكرة السلة،أُفتتحت الصالة سنة 1960 وأعيد تهيئتها سنة 2005، اقيمت في الصالة عدة منافسات دولية وقارية مثل كأس العالم لكرة السلة عاميّ (1986، 2014) وبطولة أمم أوروبا لكرة السلة عام 2008 إضافة للعديد من الفعاليات الرياضية وبطولات الاندية الأوروبية، وتتسع الصالة إلى نحو 15 ألف متفرج.